# Stanhopea saccata
Espèce
Répartition géographique
Stanhopea saccata est une espèce de plantes à fleurs de la famille des Orchidaceae (les orchidées) présente du Mexique (Chiapas) à l'Amérique centrale.

## Description
La plante se trouve dans la forêt humide du Mexique (Chiapas), du Guatemala, du Salvador, du Honduras, du Nicaragua, du Costa Rica et du Panama se produisant sur les pentes orientales des altitudes de 1200 à 2000 mètres.

## Répartition
Épiphyte de taille moyenne, à croissance chaude à froide avec des pseudobulbes ovales, fortement côtelés et sillonnés portant un seul, apicale, dressée, coriace, plissée, lancéolée, aiguë , se rétrécissant progressivement en bas dans la feuille de base pétiolée qui fleurit sur un pendentif, à 20 cm de long, une à deux inflorescences fleuries sous-tendues par de grandes bractées chartacées et portant 2 à 3 fleurs [vanille] très parfumées se produisant dans le été et automne.